# Teatro Brancaccio
Il Teatro Brancaccio è un teatro di Roma sito in Via Merulana.

## Storia
Il teatro, edificato su progetto dell'architetto Luca Carimini poi realizzato dall'ingegner Carlo Sacconi dopo il completamento dell'intero palazzo Brancaccio, venne inaugurato il 16 gennaio 1916 con il nome di Teatro Morgana. 
Il nome mutò poi in Politeama Brancaccio, in ricordo dell'originaria proprietà del sito (appartenente, appunto, alla famiglia Brancaccio) e lo spazio venne utilizzato, dal 1937, anche come cinema.
Nei decenni vi si esibirono grandi attori molto cari alla città come Ettore Petrolini, Totò, Aldo Fabrizi, Anna Magnani, Giuseppe Di Stefano, oltre a musicisti di ogni genere, da Fabrizio De André a Jimi Hendrix (1968), da Louis Armstrong a Adriano Celentano.
Dopo anni di decadenza il teatro - proprietà del Comune di Roma - fu restaurato e riaperto nel 1978 da Gabriele Lavia e Gigi Proietti. Dal 2001 al 2007 Gigi Proietti ne ha tenuto la direzione artistica, passata poi a Maurizio Costanzo. In seguito il teatro fu diretto da Stage Entertainment. Dal 2012 il Brancaccio è affidato al Direttore artistico Alessandro Longobardi, già Direttore della Sala Umberto di Roma.
Dopo la ristrutturazione lo spazio teatrale del Brancaccio permette la realizzazione di allestimenti diversissimi, dall'opera lirica e balletto (il Brancaccio ha svolto per alcuni anni la funzione di "succursale" del Teatro Costanzi, come sede dedicata prevalentemente al balletto), al teatro di prosa.
Al secondo piano ospita anche una sala secondaria da circa 100 posti con programmazione indipendente, chiamata Brancaccino (nel recente passato, sotto la direzione artistica di Proietti e Costanzo, per il Brancaccino è stata utilizzata la denominazione nuovo Teatro Morgana, con chiaro riferimento al nome originario della sala principale).

## Direzione artistica del Teatro Brancaccio
- Gigi Proietti (2001 - 2007)
- Maurizio Costanzo (2007 - 2010)
- Stage Entertainment (2010 - 2012)
- Alessandro Longobardi (2012 - in corso)

## Collegamenti e dintorni
- Fermata Merulana/Brancaccio:

linea 16 - 75 - 714 - 717- C3 (temporanea)
- Fermata Merulana/Mecenate

linea 16 - 75 - 714 - 717- C3 (temporanea)
- Fermata Labicana/Merulana

linea 3 – 53 – 75 – 85 – 87 - 186 – 571 – 810 – C3 (temporanea) – N10 (temporanea)